# Koçi Xoxe
Koçi Xoxe (API /kɔʧi ʣɔʣɛ/, peut également être transcrit en français Kotchi Dzodze), né le 1er mai 1911 à Negovan, en Grèce, et mort le 11 juin 1949, est un homme politique albanais.

## Biographie
Il est resté célèbre pour avoir été héros de la résistance et chef du Parti communiste d'Albanie. 
Après la libération de l'Albanie en novembre 1944, Koçi Xoxe est le ministre de la Défense de la République populaire d'Albanie et l'instigateur de l'intégration de son pays dans la confédération yougoslave voulue par Tito, avec qui il partageait des relations amicales. À la suite du congrès du Kominform à Belgrade, en juin 1948, et du début de la scission idéologique entre Tito et Staline, il est écarté du pouvoir en mai 1949, puis exécuté le 11 juin suivant par un peloton d'exécution, à la suite d'un jugement secret orchestré par Enver Hoxha, alors premier secrétaire du Parti communiste et fidèle partisan des idées de Staline, qui le voyait également comme un concurrent potentiel au pouvoir.